# Thomas Jefferson y la educación
La participación y el apoyo a la educación de Thomas Jefferson  se conocen mejor a través de la fundación de la Universidad de Virginia, que estableció en 1819 como una institución secular después de dejar la presidencia de los Estados Unidos. Jefferson creía que las bibliotecas y los libros eran tan esenciales para la educación individual e institucional que diseñó la universidad en torno a su biblioteca.
En 1779, en Un proyecto de ley para la difusión más general del conocimiento, Jefferson propuso un sistema de educación pública financiado con impuestos durante 3 años para "todos los niños libres, hombres y mujeres", lo que era una perspectiva inusual para la época. Se les permitió asistir más tiempo si sus padres, amigos o familiares podían pagarlo de forma independiente.
En su libro Notas sobre el estado de Virginia (1785), Jefferson había escrito sus ideas para la educación pública en el nivel elemental. En 1817 propuso un plan para un sistema de educación pública estatal limitada solo para hombres, de acuerdo con los tiempos. Dependía de las escuelas de gramática públicas y de la educación superior de un número limitado de los mejores estudiantes y de aquellos cuyos padres querían pagar por ellos. La universidad iba a ser la piedra angular, disponible solo para los estudiantes mejor seleccionados. Virginia no estableció la educación pública gratuita en los grados primarios hasta después de la guerra civil estadounidense bajo la era de la Reconstrucción (Estados Unidos).

## Educación de Jefferson
En 1752, Jefferson comenzó a asistir a una escuela local dirigida por un ministro presbiteriano escocés. A la edad de nueve años, Jefferson comenzó a estudiar latín, griego y francés; aprendió a montar a caballo y comenzó a apreciar el estudio de la naturaleza. Estudió con el reverendo James Maury desde 1758 hasta 1760 cerca de  Gordonsville, Virginia. Mientras viajaba con la familia de Maury, estudió historia, ciencia y los clásicos.
En 1760 Jefferson ingresó en The College of William & Mary en  Williamsburg a la edad de 16 años; estudió allí durante dos años. En William & Mary, se inscribió en la escuela de filosofía y estudió matemáticas, metafísica y filosofía con el profesor William Small, quien introdujo a J, incluyendo John Locke, Francis Bacon e Isaac Newton. También perfeccionó su francés, llevó su libro de gramática griega dondequiera que fuera, practicó el violín y leyó Tácito y Homero. Jefferson mostraba una ávida curiosidad en todos los campos y, según la tradición familiar, estudiaba con frecuencia quince horas al día. 
Su amigo más cercano de la universidad, John Page de Rosewell, informó que Jefferson "podría separarse de sus amigos más queridos para volar a sus estudios."
Mientras estaba en la universidad, Jefferson era miembro de una organización secreta llamada Flat Hat Club, ahora el homónimo del periódico estudiantil William & Mary. Se hospedó y alojó en el College en el edificio conocido hoy como Sir Christopher Edificio Wren, asistiendo a comidas comunales en el Gran Salón y a las oraciones matutinas y vespertinas en la Capilla Wren. Jefferson asistía a menudo a las lujosas fiestas del gobernador real Francis Fauquier, donde tocaba el violín y desarrolló un amor temprano por los vinos. Después de graduarse, estudió derecho con George Wythe y fue admitido en el colegio de abogados de Virginia en 1767.

## Bibliotecas
A lo largo de su vida, Jefferson dependió de los libros para su educación. Reunió y acumuló miles de libros para su biblioteca en Monticello. Una parte significativa de la biblioteca de Jefferson también le fue legada en el testamento de George Wythe, quien tenía una extensa colección. Siempre ansioso por obtener más conocimientos, Jefferson continuó aprendiendo durante la mayor parte de su vida. Jefferson dijo una vez: "No puedo vivir sin libros".
En 1815, la biblioteca de Jefferson incluía 6.487 libros, que vendió a la Biblioteca del Congreso por $ 23.950 para reemplazar la colección más pequeña destruida en la Guerra de 1812. Tenía la intención de pagar parte de su gran deuda, pero inmediatamente comenzó a comprar más libros.  En honor a la contribución de Jefferson, el sitio web de la biblioteca para información legislativa federal se llamó THOMAS. En 2007, la edición de 1764 de dos volúmenes de Jefferson del Qur'an fue utilizada por  Rep. Keith Ellison por su  juramento de la Cámara de Representantes. En febrero de 2011, el "New York Times" informó que una parte de la biblioteca de jubilación de Jefferson, que contiene 74 volúmenes con 28 títulos de libros, fue descubierta en la Universidad de Washington (Washington University (St. Louis)) en St. Louis.

### Padre de una universidad

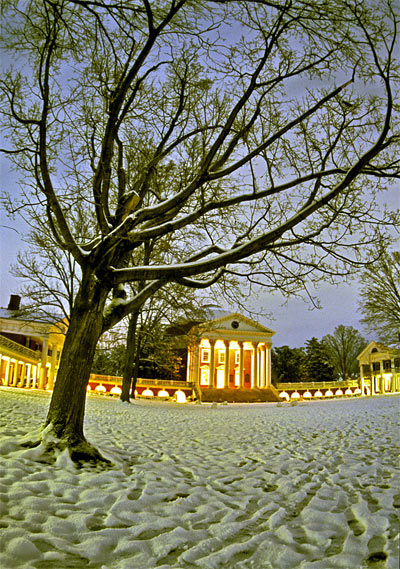
The Lawn, University of Virginia